# Patata del Fucino
La patata del Fùcino, nota anche come patata di Avezzano, è una varietà di patata tipica della piana del Fucino, in Abruzzo. Riconosciuta ufficialmente con il marchio europeo IGP dall'anno 2016, fa parte dei prodotti agroalimentari tradizionali abruzzesi come patata degli Altipiani d'Abruzzo.

## Storia

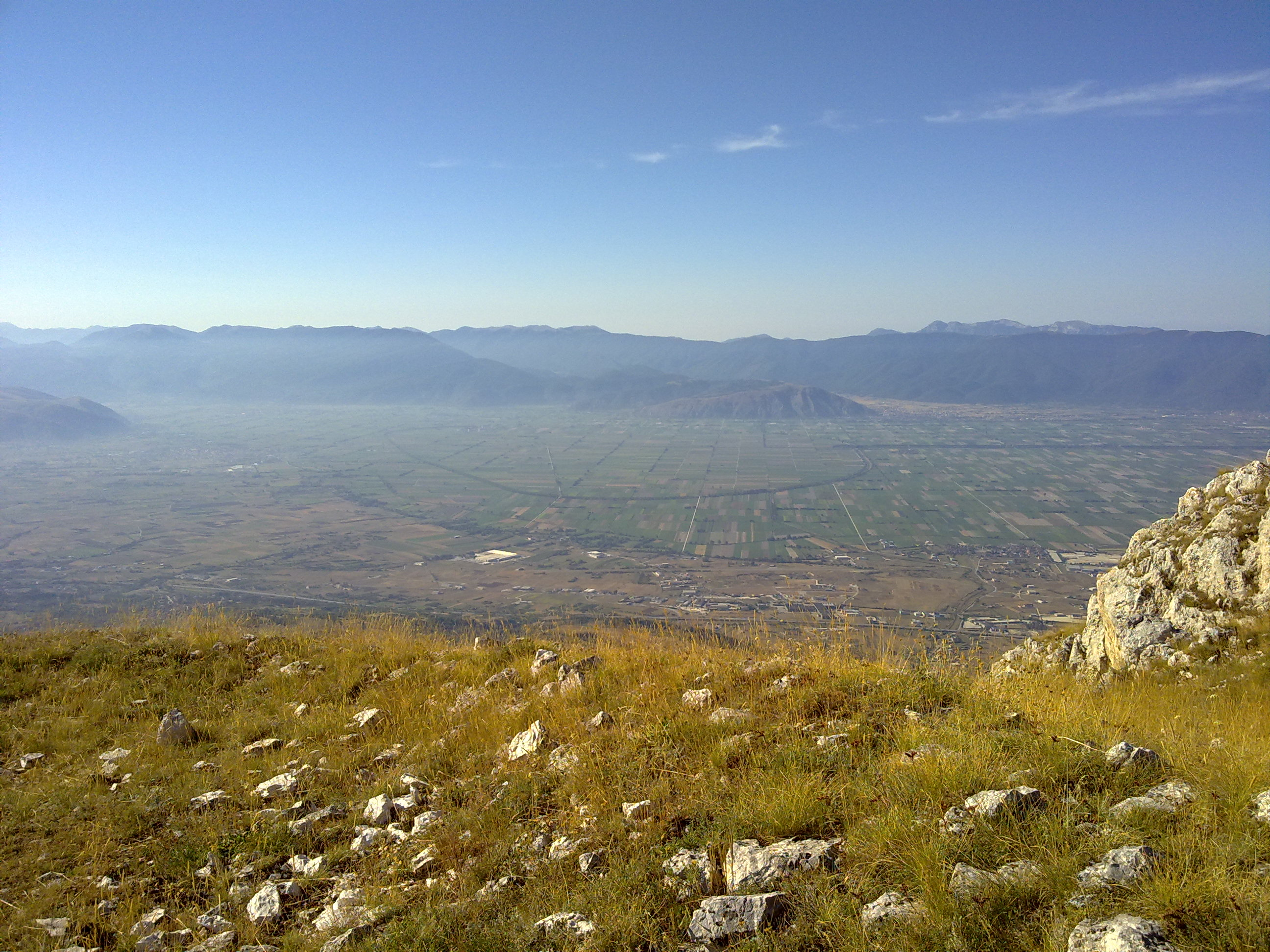
Veduta del Fucino dalla Serra di Celano

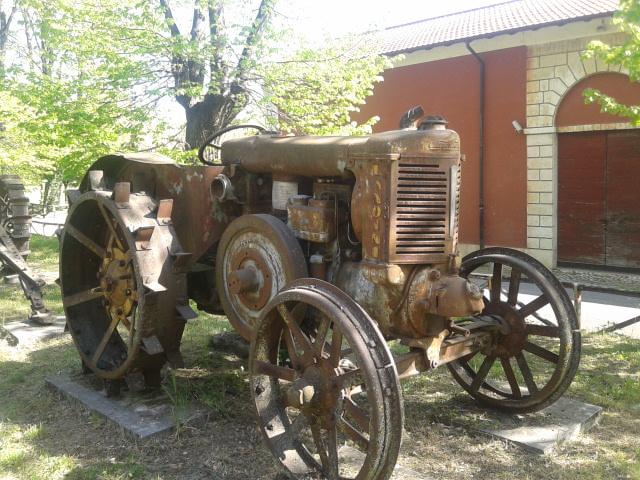
Super Landini a testa calda esposto nella villa Torlonia di Avezzano

Il prosciugamento e la bonifica del lago Fucino avvenuti nella seconda metà del XIX secolo per volontà di Alessandro Torlonia permisero attraverso il dissodamento dei terreni la coltivazione su una superficie iniziale di circa 15 000 ettari della patata, dei cereali, delle barbabietole da zucchero e di altri prodotti orticoli. La trasformazione lago-pianura ebbe nel territorio marsicano delle forti ripercussioni di carattere sociale, culturale ed economico.
Subito dopo il prosciugamento del lago vennero utilizzati oltre ai primi trattori Landini anche gli animali da lavoro, in particolare i bovini di razza marchigiana, per arare i campi. Questo avvenne fino all'esproprio dei terreni ai Torlonia, stabilito dalla riforma agraria del 1950, periodo in cui l'allevamento di bestiame suppliva alle esigenze dei contadini. A cominciare dagli anni sessanta l'avvento dell'imprenditoria, affiancata all'agricoltura di tipo tradizionale, trasformò l'economia della zona grazie anche al miglioramento delle infrastrutture.
La patata del Fucino era nota fino ai primi anni duemila semplicemente con il nome di "patata di Avezzano".
Dai primi anni del XXI secolo con la realizzazione nella piana fucense dei centri di raccolta e di condizionamento le patate vengono stoccate, lavate e confezionate prima di essere immesse nei mercati nazionali.
Nel 2006 la patata del Fucino, già riconosciuta prodotto agroalimentare tradizionale, ha ottenuto il marchio europeo IGP.

## Descrizione

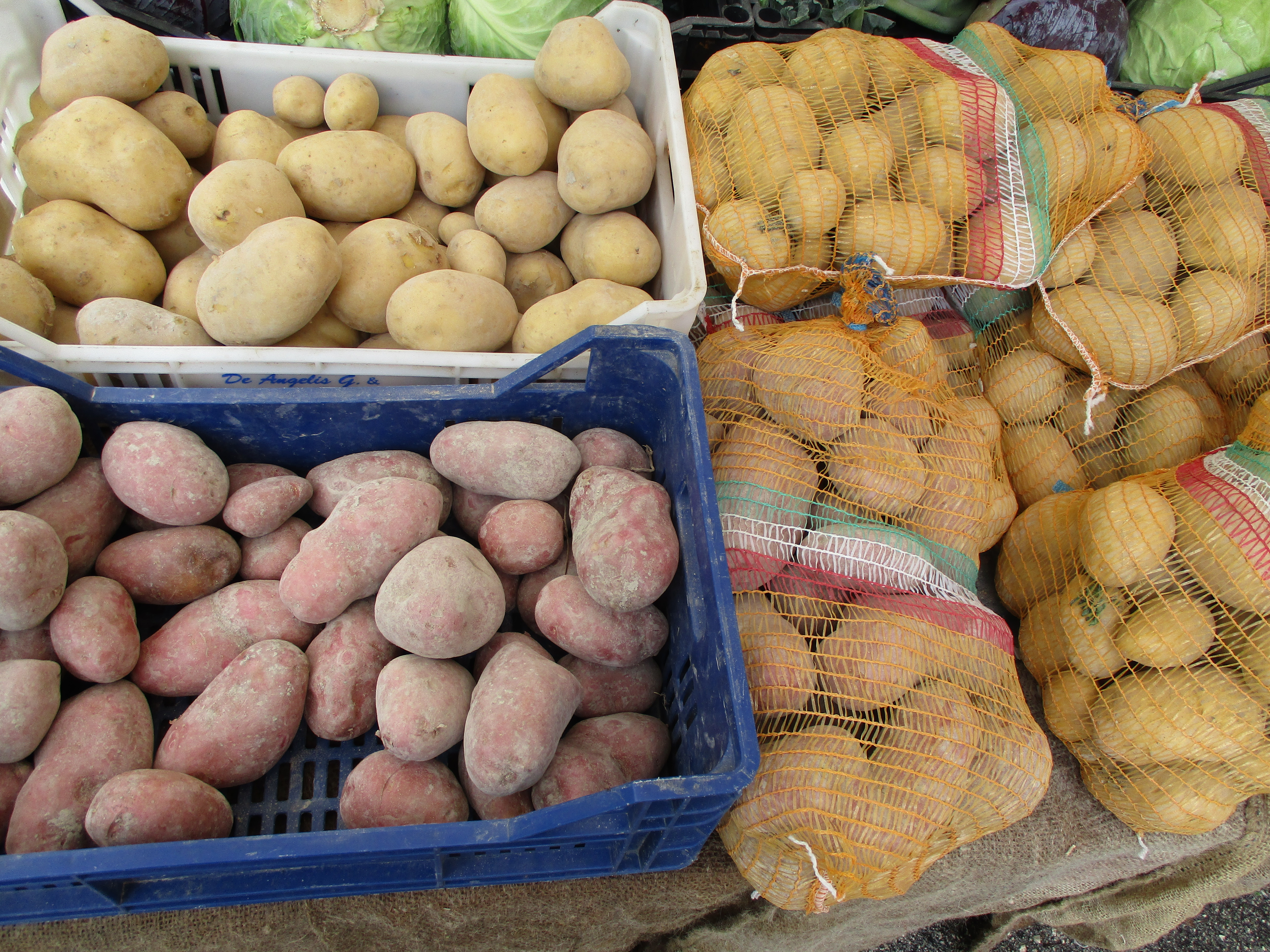
Alcune varietà della patata fucense

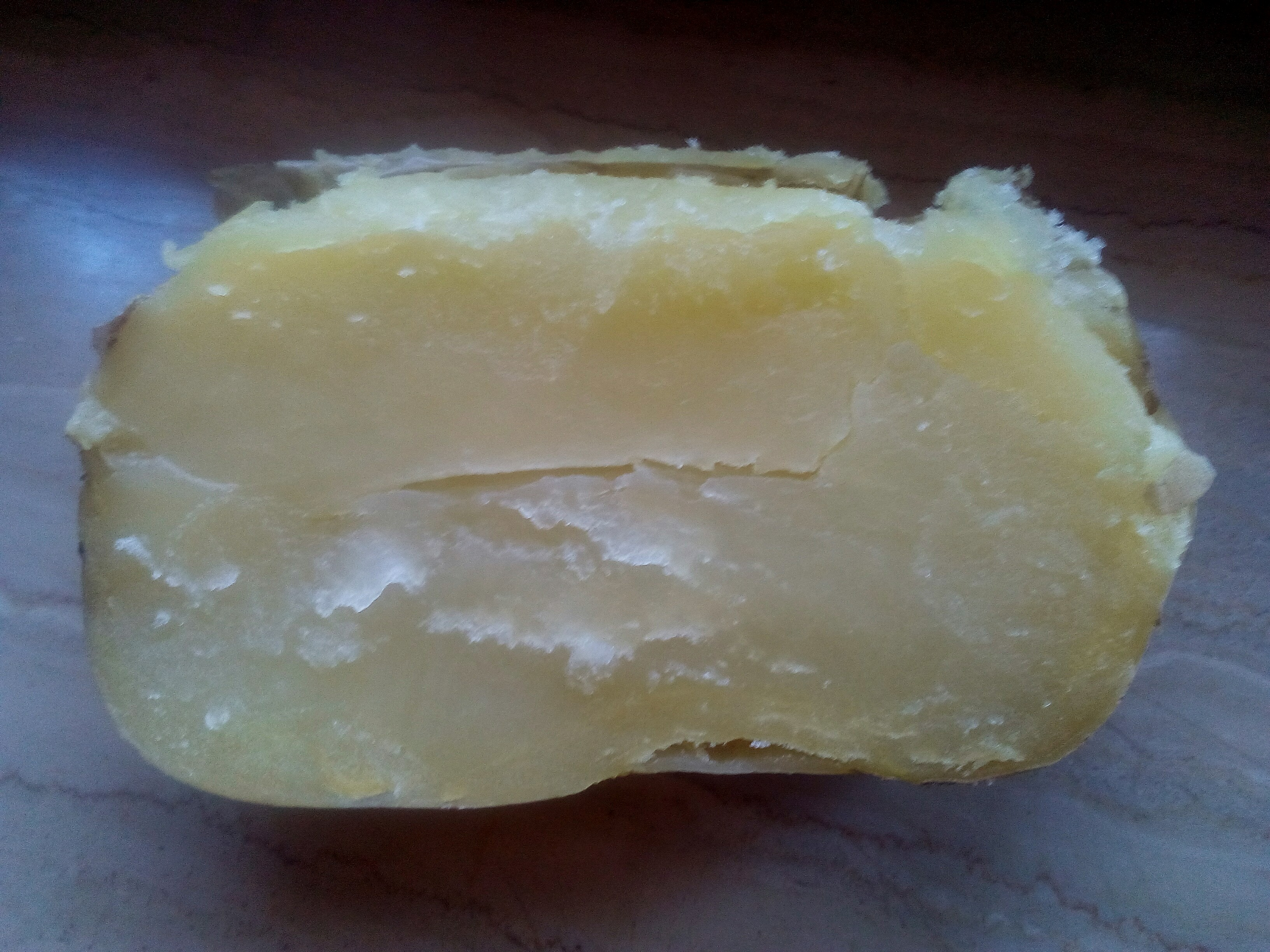
Patata a pasta gialla

Il tubero viene coltivato nella piana del Fucino, in un territorio dalle condizioni pedo-climatiche favorevoli con la composizione del terreno ricco di potassio, fosforo, vitamina B5, magnesio, zinco, ferro e proteine che le conferiscono ottime proprietà nutrizionali e gli sbalzi termici che rendono la buccia più protettiva rispetto agli attacchi batterici. Il Fucino è situato tra i 650 e i 680 m s.l.m. al centro della Marsica, in posizione contigua rispetto al parco nazionale d'Abruzzo, Lazio e Molise e al parco naturale regionale Sirente-Velino. Su un'area di circa 12 000 ettari coltivabili, oltre 4 000 vengono impiegati per la semina che avviene perlopiù tra i mesi di marzo e maggio. La coltura della patata fucense fa registrare una produzione complessiva media di circa 1 milione 700 000 quintali.
I tuberi vengono generalmente raccolti dalla fine del mese di luglio, mentre le patate tardive a ottobre, quando raggiungono un grado di completa maturazione e possono essere conservate in specifici centri di condizionamento, in penombra a 5-6°, per diversi mesi mantenendo inalterate le proprie caratteristiche organolettiche.
Di forma tondo-ovale, regolare, le patate presentano un colore della pasta da giallo chiaro a giallo ed una buccia il cui colore, dal giallo al rosso, muta in relazione alla tipologia.
Le varietà principalmente coltivate nella piana del Fucino, riservate al mercato agricolo del fresco (filiera relativa al post-raccolta fino al consumo fresco), sono Agata, Colomba, Malice e Nectar, mentre quelle riservate al mercato industriale della surgelazione, pari al 20% della produzione totale, sono Labella e Laura a buccia rossa oppure Innovator ed Agria, quest'ultima varietà a buccia gialla si è dimostrata particolarmente adatta alle caratteristiche del terreno fucense, assicurando elevate produzioni. Stagionalmente sono coltivate anche le varietà Majestic, Sirco, Tonda di Berlino e Universa.

## Zona di produzione
La zona di produzione della patata del Fucino comprende il territorio della piana e i suoi comuni: Aielli, Avezzano, Celano, Cerchio, Luco dei Marsi, Ortucchio, Pescina, San Benedetto dei Marsi e Trasacco tutti in provincia dell'Aquila, in Abruzzo.

## Caratteristiche
- forma = rotondeggiante - ovale, regolare
- buccia = colore chiaro o rosso chiaro[9]
- polpa = colore giallo o giallo-chiaro, a seconda della varietà (a pasta farinosa o soda e compatta)[9]
- sapidità e serbevolezza[7]

## Utilizzi

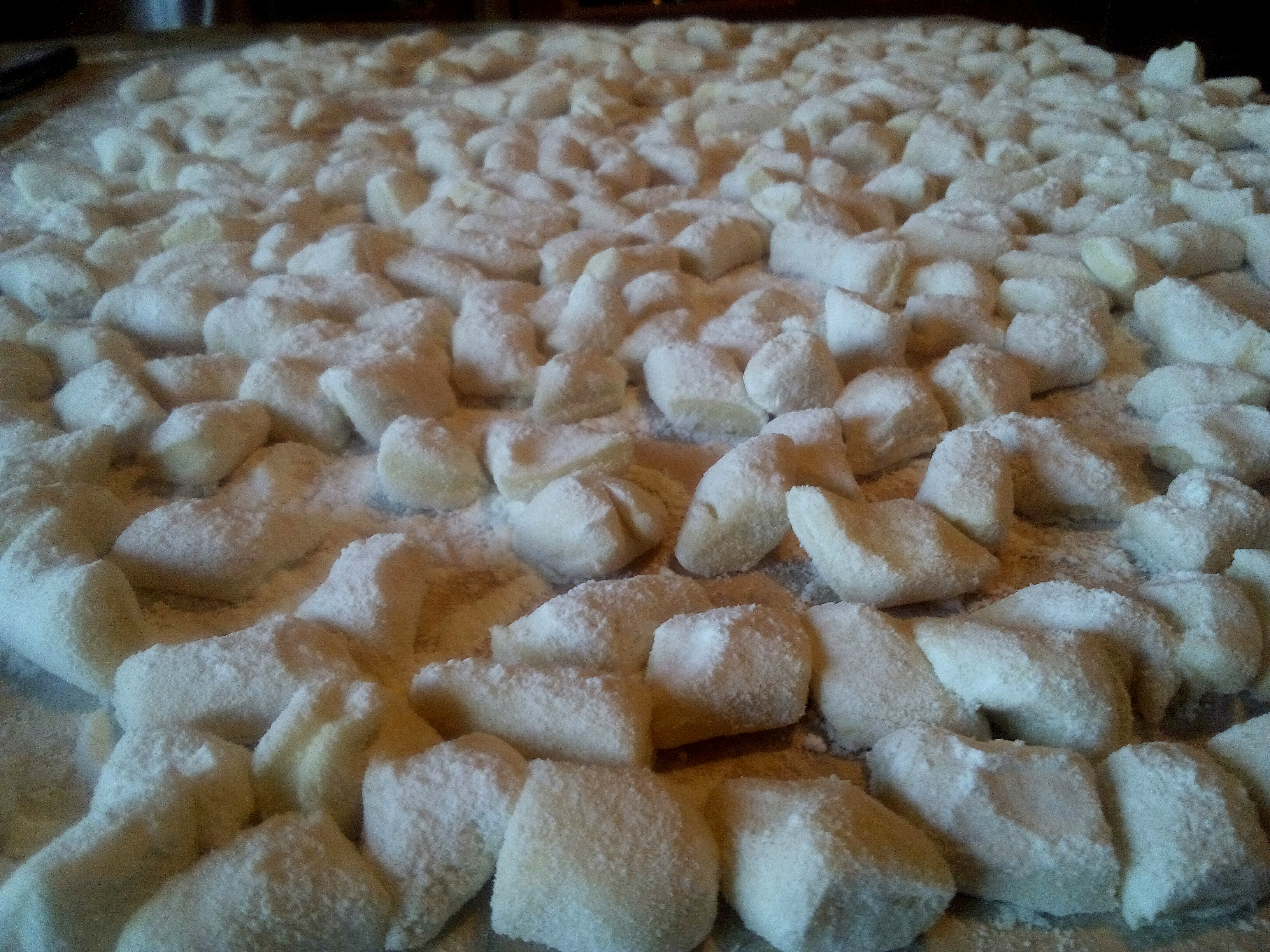
Gnocchi di patate del Fucino

- Bollite, pelate e schiacciate per gnocchi, purea, sugo
- Cottura in forno
- Impasti
- Pane di patate
- Fritture
- Zuppe e insalate
- Preparazione di tortini e umidi
- Distillati
- Birra, con utilizzo di patate di coltura biologica.

## Riconoscimenti
Il prodotto ha ottenuto i marchi P.A.T. con la denominazione di patata degli Altipiani d'Abruzzo, D.O.P. e I.G.P..